# Neal Dunn

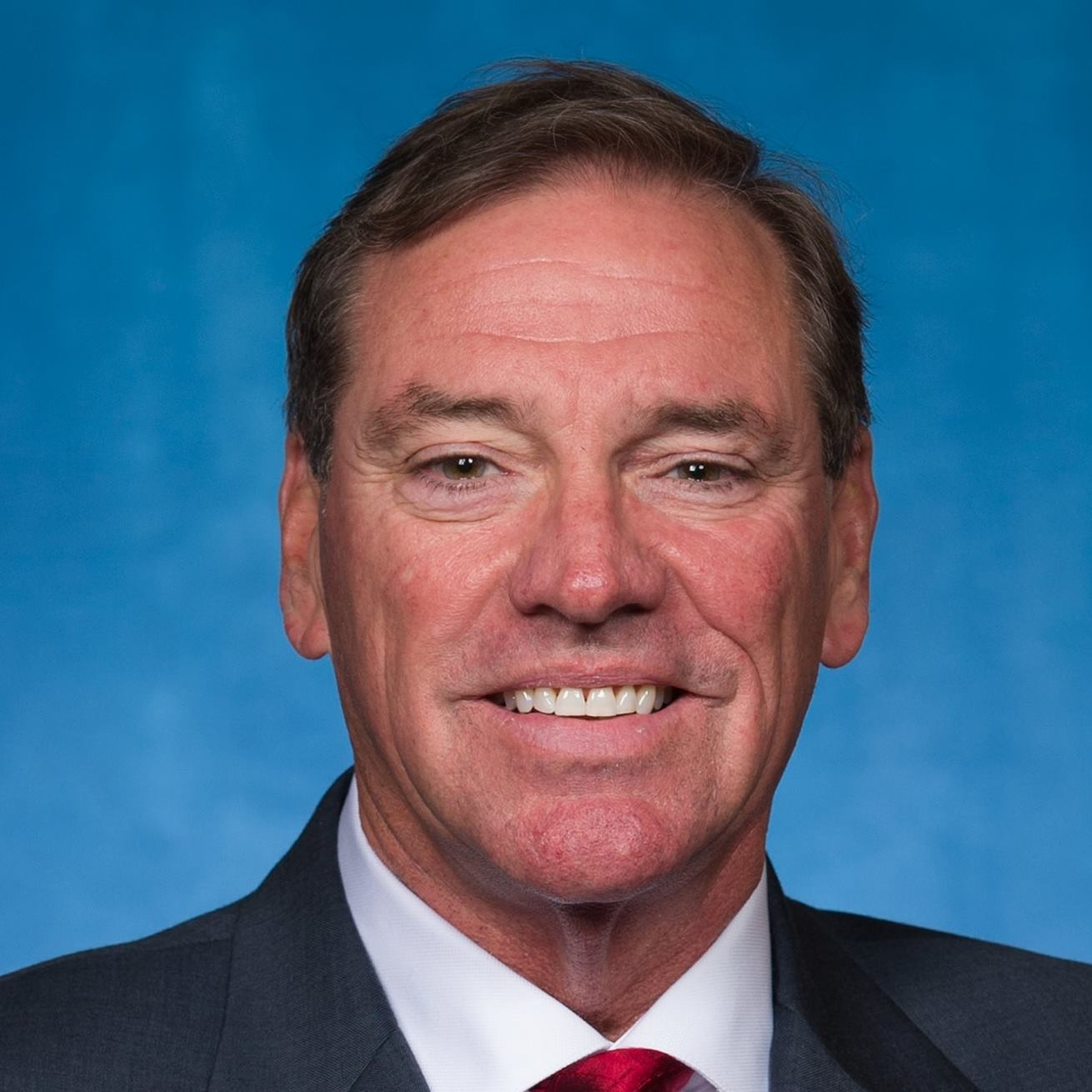
Neal Dunn, 2017

Neal Dunn (* 16. Februar 1953 in Boston, Massachusetts) ist ein US-amerikanischer Politiker. Seit dem 3. Januar 2017 vertritt er den Bundesstaat Florida im US-Repräsentantenhaus.

## Werdegang
Neal Dunn studierte zunächst an der Washington and Lee University. Daran schloss sich ein Medizinstudium an der medizinischen Fakultät der George Washington University an, wo er Urologie studierte. Er machte dann ein Praktikum im Walter-Reed-Militärkrankenhaus und diente zehn Jahre lang im medizinischen Dienst der United States Army, wo er es bis zum Major brachte. Danach ließ er sich in Panama City in Florida nieder. Dort arbeitete er in verschiedenen Funktionen im medizinischen Dienst. Er war Präsident mehrerer ärztlicher Vereinigungen mit dem Schwerpunkt auf dem Gebiet der Urologie.

## Politik
Politisch schloss sich Dunn der Republikanischen Partei an. Bis zum Jahr 2016 bekleidete er kein politisches Amt. Bei den Kongresswahlen des Jahres 2016 wurde er im zweiten Wahlbezirk von Florida gegen den Demokraten Walter Dartland in das US-Repräsentantenhaus in Washington, D.C. gewählt, wo er am 3. Januar 2017 die Nachfolge der Demokratin Gwen Graham antrat, die nicht mehr kandidiert hatte. Er wurde in den folgenden vier Wahlen von 2018 bis Wahlen zum Repräsentantenhaus der Vereinigten Staaten 2024 im Amt bestätigt und gehört derzeitige dem bis zum 3. Januar 2027 Darden 119. Kongress an.

### Positionen
Dunn gehörte zu den Mitgliedern des Repräsentantenhauses, die bei der Auszählung der Wahlmännerstimmen bei der Präsidentschaftswahl 2020 für die Anfechtung des Wahlergebnis stimmten. Präsident Trump hatte wiederholt propagiert, dass es umfangreichen Wahlbetrug gegeben hätte, so dass er sich als Sieger der Wahl sah. Für diese Behauptungen wurden keinerlei glaubhaften Beweise vorgebracht. Der Supreme Court wies eine entsprechende Klage mit großer Mehrheit ab, wobei sich auch alle drei von Trump nominierten Richter gegen die Klage stellten.